# Енергетична криза в Україні (2024)
У 2024 році Україна зіткнулася з безпрецедентною в національній історії кризою енергетичної інфраструктури внаслідок постійних російських військових атак на її об'єкти виробництва електроенергії та мережі передачі. Ситуація створила значні проблеми під час зимового сезону 2024 року, коли генеруючі потужності країни були серйозно підірвані та зіткнулися з масовими відключеннями електроенергії, що призвело до труднощів з опаленням українських домогосподарств, а також до подальших економічних проблем для країни. Енергетичні та геополітичні експерти назвали кризу одним із найсерйозніших збоїв у національній енергетичній системі в новітній історії.

## Передісторія

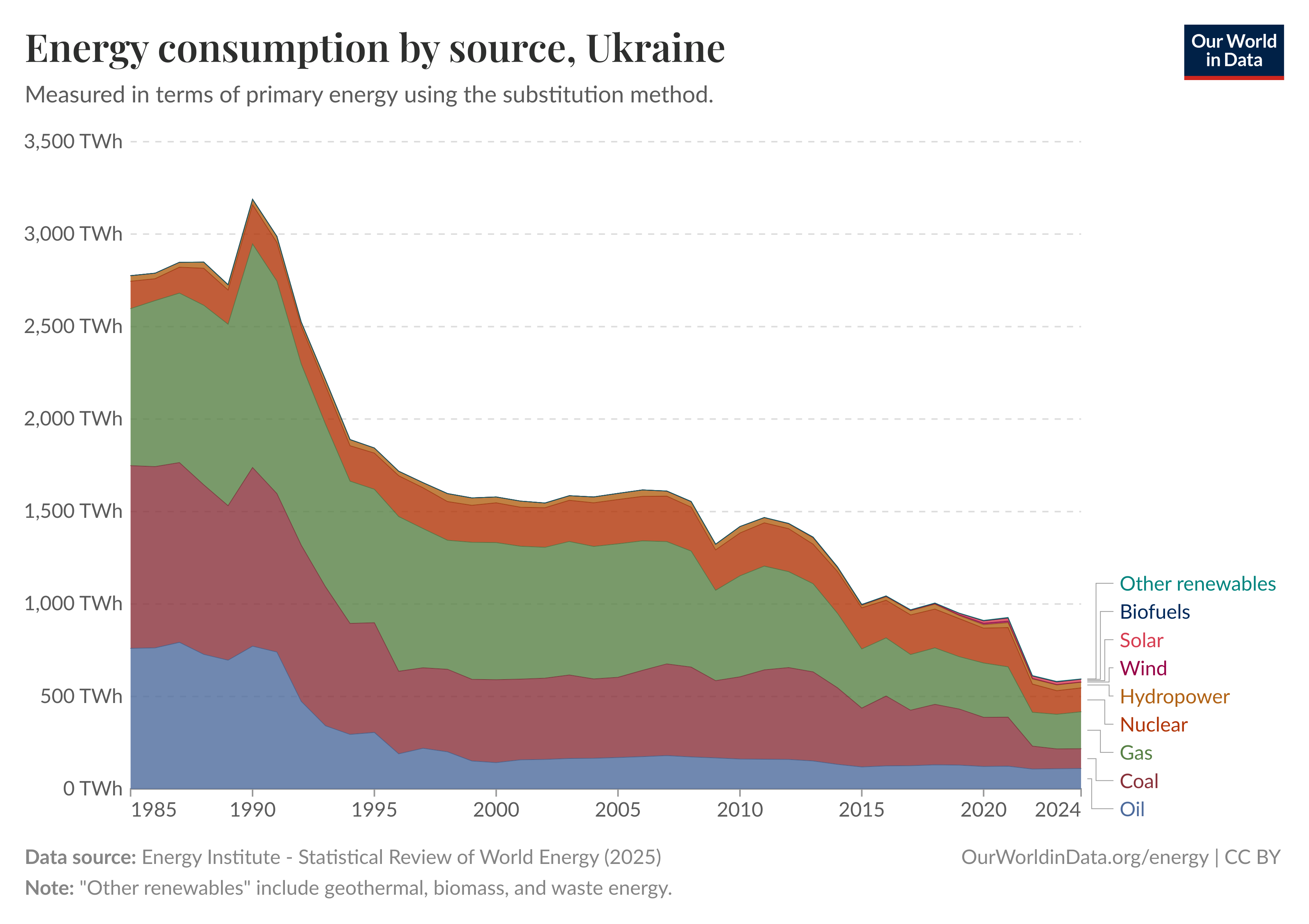
Споживання енергії за джерелами за роками в Україні (2023)

За перші вісім місяців 2024 року понад 400 ракет і безпілотників були вразили енергетичну інфраструктуру України, особливо інтенсивні атаки були в березні та серпні. Особливо жорстокою була атака 26 серпня, в якій було задіяно 127 російських ракет і 109 безпілотників «Шахед» . Хоча високовольтні підстанції продемонстрували стійкість, багато з них були швидко відремонтовані, атаки значно зменшили потужність виробництва електроенергії в країні з необхідних 18 гігават (ГВт) до приблизно 12-13 ГВт.
Крім того, лише російська окупація Запорізької атомної електростанції вилучила з мережі України шість гігават генеруючих потужностей. До травня 2024 року приблизно 70 % теплової генерації країни було або пошкоджено, або окуповано.

## Криза

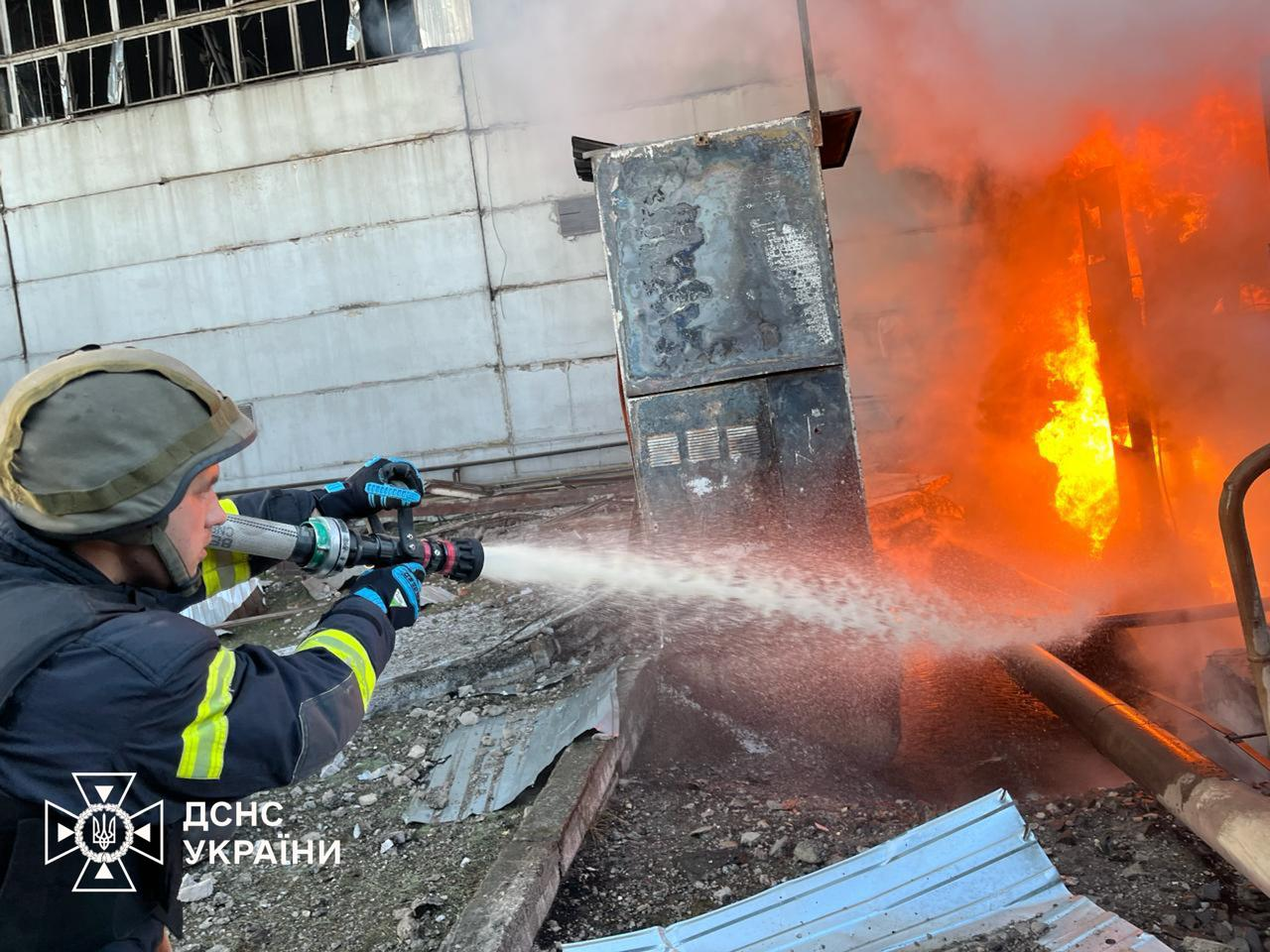
Український вогнеборець гасить пожежу на Трипільській ТЕС у Київській області внаслідок російського ракетного обстрілу 11 квітня 2024 року.

Внаслідок постійних атак Росії та захоплення критично важливих українських об'єктів близько половини всіх високовольтних підстанцій та великі ділянки розподільної мережі зазнали пошкоджень. Тепломережі зазнали порівняно серйозних наслідків: вісімнадцять основних теплоелектростанцій і понад 800 котелень були виведені з ладу. Фінансові збитки були величезними, і до середини 2024 року збиток тільки електроенергетиці перевищив 11,4 мільярда доларів США. Експерти підрахували, що вартість відновлення наблизиться до 30 мільярдів доларів.
Міжнародне енергетичне агентство підрахувало, що пік попиту взимку 2024 року досягне 18,5 ГВт, що означає різке збільшення порівняно з потребою в 12 ГВт влітку 2024 року. Навіть якщо багато ядерних блоків повернуться в експлуатацію в поєднанні з очікуваним імпортом 1,7 ГВт з Європейського Союзу, аналітики передбачили потенційний дефіцит пропозиції на 6 ГВт, що еквівалентно всьому середньому піковому попиту Данії. Цей дефіцит загрожував постійними відключеннями електроенергії, які вже стали частиною повсякденного життя влітку, потенційно порушуючи основні послуги, включаючи централізоване водопостачання. Міські центри вважалися найбільш уразливими до дефіциту енергії через те, що в них проживає близько 70 % населення України, а також через необхідність електроенергії для багатоповерхових будинків для підтримки опалення, роботи ліфтів і водопостачання.
Російська атака 26 серпня спричинила енергетичну кризу, яка тоді досягла апогею, залишивши близько восьми мільйонів українських домогосподарств без світла та спровокувавши перше позапланове відключення електроенергії в Києві з листопада 2022 року.
У вересні 2024 року Міністерство енергетики звільнило генерального директора української державної енергетичної компанії «Укренерго» Володимира Кудрицького, що призвело до відставки двох членів наглядової ради «Укренерго».
Матіас Шмале, резидент і гуманітарний координатор ООН в Україні, заявив у середині листопада 2024 року, що російські війська знищили приблизно 65 % енергетичних потужностей України, спричинивши, за його оцінками, найважчий зимовий період конфлікту досі.
Після масштабних російських авіаударів 17 листопада кілька районів Одеської області, зокрема Болградський і Подільський, постраждали від перебоїв з електропостачанням у критичній інфраструктурі. Пізніше планувалося аварійне відключення електроенергії по всій Україні 18 листопада з 6 ранку до 22 години вечора з обмеженнями споживання енергії.

## Вплив
Криза докорінно змінила моделі енергоспоживання в Україні. Споживання електроенергії в промисловості впало на 50 %, а споживання в житловому секторі знизилося на 20 %, головним чином через переміщення населення. Незважаючи на це, скорочення споживання домогосподарствами, воно стало найбільшою часткою попиту на енергію. Літо 2024 року досягло 2,3 ГВт нижче пікового попиту в 12 ГВт. У результаті протягом літа 2024 року спостерігалися серйозні перебої з електроенергією, а в липні в Києві кілька разів були відключення електроенергії, які тривали до 16 годин.
Аналітики попереджали про можливу гуманітарну кризу, спричинену енергетичною кризою та її наслідками, що може спричинити переміщення населення в межах України та за її межі, оскільки певні райони стали непридатними для проживання через обмеження опалення.

### Економіка
Укренерго, національний оператор енергомереж України, зіткнувся з потенційним технічним дефолтом до листопада 2024 року через енергетичну кризу. Проблеми з корпоративним управлінням ускладнили зусилля із залучення міжнародних інвестицій та впровадження фінансових рішень для підтримки електричної мережі. Під час конфлікту Україна накопичила значний борг, а реструктуризація державного боргу Кабінетом Міністрів України призвела до затримки виплат за державними облігаціями. Це, у свою чергу, негативно вплинуло на кілька державних компаній через їх неспроможність погасити свої облігації. Укренерго не змогло погасити свої облігації на початку листопада 2024 року, щоб запобігти технічному дефолту. Це, на додаток до звільнення генерального директора та подальшої відставки двох членів наглядової ради, зробило інвестиції в хворий енергетичний сектор менш привабливими для потенційних інвесторів і міжнародних союзників.
Підприємства електроенергетики й далі боролися з втратою доходів через скорочення економічної активності, спричинене війною, водночас стикаючись із додатковими витратами на ремонт інфраструктури та видалення уламків. Як наслідок, українські енергетичні компанії накопичили значну заборгованість, а державні субсидії на витрати на опалення завдали серйозного навантаження на їхні фіскальні ресурси.

### Освіта
Енергетична криза створила значні виклики для українського освітнього сектору, оскільки школи потребували значної модернізації інфраструктури, щоб підтримувати роботу під час відключень електроенергії. Значно зріс попит на акумуляторні системи та сонячні панелі, зокрема через неможливість проведення онлайн-навчання під час відключень.

### Опалення
Декілька геополітичних аналітиків відзначили, що найбільш суттєві наслідки енергетичної кризи можуть відбутися взимку 2024 року через нездатність пошкодженої енергетичної інфраструктури повністю обігрівати українські домогосподарства. Аналітики заявили, що в той час як тепла погода влітку 2024 року та подовжений світловий день частково замаскували повний масштаб збитку інфраструктури, наближення зими — із середньою температурою від -4,8 °C до 2 °C, а між груднем і березнем до -20°C — загрожувало різко викрити вразливі місця системи.
За прогнозами Міжнародного енергетичного агентства, потужності опалення найбільше постраждають у регіонах поблизу лінії фронту. Харківська область втратила кілька великих теплогенеруючих об'єктів, зокрема Харківську ТЕЦ-5 та Зміївську ТЕЦ у березні 2024 року. З подібними проблемами зіткнулися й інші області, які постраждали від війни, зокрема Донецька, Запорізька, Сумська, Чернігівська та Миколаївська. Навіть Київ, де 98 % мешканців покладаються на централізоване теплопостачання, зіткнувся зі значними прогнозованими ризиками, незважаючи на три великі та діючі ТЕЦ.
Також було підраховано, що взимку потреби домогосподарств у опаленні підвищаться на 25 %, що потребуватиме додаткових 1,5 мільярдів кубічних метрів природного газу. Очікуване припинення транзиту російського газу через Україну в січні 2025 року ще більше ускладнило ситуацію, усунувши можливості для віртуальних реверсних потоків газу з Європейського Союзу та потенційно збільшивши вартість закупівель.

### Міжнародний вплив

#### Країни Балтії
Заплановане від'єднання електроенергетичних систем країн Балтії від Росії та Білорусі 7 лютого 2025 року в поєднанні з енергетичними обмеженнями України та обмеженими поставками енергоресурсів призвело до потенційних ризиків для їх регіональної енергетичної безпеки. У той час як оператори балтійських систем передачі довго готувалися до незалежної роботи, тимчасова залежність від єдиного синхронного з'єднання з Польщею до 2030 року створила додаткові слабкі місця для синхронної мережі континентальної Європи.

#### Молдова
Очікуване припинення транзиту російського газу через Україну загрожувало порушити механізми енергопостачання Молдови, особливо щодо газопостачання Придністровського регіону та виробництва електроенергії для всієї країни. Ця ситуація вимагала приблизно від 600 до 650 мегават потужності з'єднання з Румунією, що перевищує поточні розподіли та потенційно загрожує її регіональній стабільності.

#### Південна Європа
Ринкова динаміка також зіткнулася з потенційними порушеннями через обмеження транзиту російського газу та нафти через Україну. Південно-Східна Європа вважалася особливо вразливою, де ціни на електроенергію залишалися високими порівняно з довоєнним рівнем через залежність регіону від природного газу та наявність «вузьких ринків газу [які] поєднувалися з перевантаженими енергетичними коридорами, теплою погодою та низьким рівнем виробництва гідроенергії»., що призводить до помітної різниці в цінах з рештою Європи".

## Відповіді
Енергетичний сектор України зазнав радикальної трансформації, зосереджуючись на стратегічній енергетичній стійкості та резервуванні, щоб обійти постраждалі ділянки енергетичної мережі. Це включало перехід до децентралізованої генерації електроенергії, коли майже 1500 мегават сонячної генерації, встановленої споживачами, почнуть працювати на початку 2024 року. Влада запровадила різноманітні захисні заходи, включаючи встановлення систем аварійного живлення для критично важливих об'єктів, розробку протоколів реагування на надзвичайні ситуації та впровадження постійних відключень для врегулювання дефіциту постачання.
Кілька українських міст запровадили різні заходи на випадок непередбачених обставин, щоб підтримувати основні послуги під час потенційних відключень. Великі агломерації, включаючи Київ, Харків, Одесу та Житомир, розробили системи аварійного живлення для критичної інфраструктури, зосереджуючись на підтримці послуг водопостачання, опалення та каналізації. Заклади охорони здоров’я встановлюють системи сонячної генерації та генератори електроенергії у свої електричні системи, щоб забезпечити резервування у разі відключення електроенергії.

### Міжнародна реакція
Під час конфлікту союзники України надали близько 2 мільярдів доларів США технічної допомоги енергетичному сектору України, з яких Укренерго отримало понад 1,5 мільярда доларів США. Однак проблеми з управлінням і ринкова нестабільність, значно загострені війною, завадили ефективному використанню цієї підтримки для відновлення енергетичної інфраструктури та послаблення енергетичних обмежень.

#### Європа
Україна розпочала інтеграцію до європейської континентальної мережі. Це підключення забезпечило доступ до 1,7 гігават імпортних потужностей і можливості аварійної підтримки після відключення України від російської та білоруської енергосистем. Інтеграція виявилася особливо важливою, враховуючи серйозний вплив на інфраструктуру внутрішнього теплопостачання в Україні, яка раніше обслуговувала більше третини домогосподарств через мережі централізованого теплопостачання, переважно на природному газі.

#### ООН
Офіційні особи Організації Об'єднаних Націй засудили російські напади на цивільну енергетичну інфраструктуру як пряме порушення міжнародного гуманітарного права, яке загрожує створити гуманітарну кризу. В ООН зазначили, що особливо вразливими під час тривалих відключень електроенергії за мінусової температури виявилися мешканці багатоповерхівок міст, інваліди, громадяни похилого віку та 3,6 мільйона внутрішньо переміщених осіб в Україні. Офіційні особи ООН закликали європейські країни та Сполучені Штати продовжувати надавати гуманітарну допомогу, щоб запобігти погіршенню стану здоров'я, жертвам серед цивільного населення та психологічній травмі, спричиненій руйнуванням Росією енергетичної інфраструктури та його наслідками.